# Marystown
Marystown is een gemeente (town) in de Canadese provincie Newfoundland en Labrador die gelegen is aan de zuidkust van het eiland Newfoundland. De gemeente ligt aan Placentia Bay in het oosten van het schiereiland Burin. 

## Demografie
Marystown is met zo'n 5200 inwoners bij verre de grootste gemeente van Burin. Demografisch gezien is Marystown, net zoals de meeste afgelegen dorpen op Newfoundland, echter aan het krimpen. Tussen 1991 en 2021 daalde de bevolkingsomvang van 6.739 naar 5.204. Dat komt neer op een daling van 1.535 inwoners (-22,8%) in dertig jaar tijd.
| Demografische ontwikkeling van Marystown tussen 1991 en 2021    |
| --------------------------------------------------------------- |
|                                                                 |
| Bron: Statistics Canada (1991–1996, 2001–2006, 2011–2016, 2021) |

### Taal
In 2021 had 98,8% van de inwoners van Marystown het Engels als moedertaal; alle anderen waren die taal machtig. Hoewel slechts 25 mensen (0,5%) het Frans als moedertaal hadden, waren er 250 mensen die die andere Canadese landstaal konden spreken (4,9%). Er was anno 2021 geen enkele andere taal die meer dan vijftien inwoners machtig waren.

## Geboren
- Kaetlyn Osmond (1995), wereldkampioen en meervoudig Olympisch medailliste kunstschaatsen. Osmond woonde tot 2002 in Marystown. De gemeente hernoemde in 2014 de lokale schaatsarena de "Kaetlyn Osmond Arena"; en vernoemde ook een straat naar haar.[6]

## Zie ook

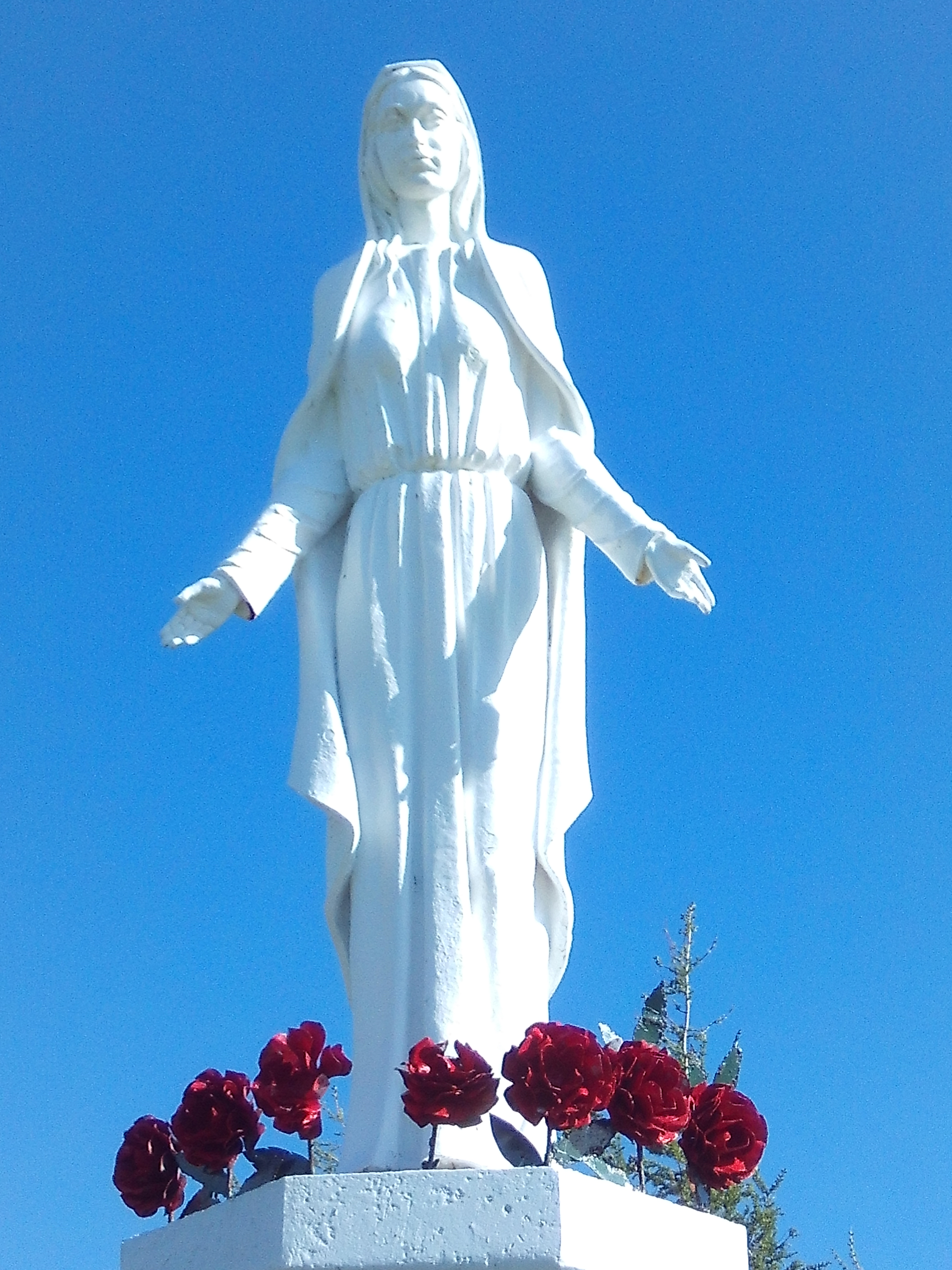
Standbeeld van de Heilige Maagd Maria in Marystown